# Cítac
Cítac (del quechua Sitaq) es una montaña en la cordillera Chonta, en los Andes del Perú de unos 5304 m de altura. Se encuentra ubicado entre los distritos de Acobambilla y Nuevo Occoro en la provincia de Huancavelica, ubicada en el departamento homónimo. La cresta de Cítac, formada como un semicírculo, se encuentra al oeste del lago Tipicocha.